# Радзивилл, Ежи (каштелян трокский)
Князь Ежи Радзивилл (Юрий Радзивилл; 14 декабря 1578 — 13 февраля 1613, Жижморы) — государственный деятель Великого княжества Литовского, староста мозырский (1589), державца аникштанский (1590), каштелян трокский (1600—1613).

## Биография
Представитель литовского магнатского рода Радзивиллов герба «Трубы». Единственный сын воеводы новогрудского Николая Радзивилла (1546—1589) и Софии Глебович.
Учился в университетах Страсбурга и Базеля, затем путешествовал по Германии и Швейцарии. При поддержке своего дяди и опекуна, гетмана великого литовского Криштофа Николая Радзивилла «Перуна» Ежи в 1589 году стал старостой мозырским, а в 1590 году — аникштанским. В 1600 году получил должность каштеляна трокского. В 1599 и 1605 годах дважды избирался маршалком Трибунала Великого княжества Литовского. В 1600 году был избран послом на сейм.
Убежденный кальвинист, участвовал в заключении политического альянса между протестантами и православными, направленного против контрреформации и церковной унии. Во главе собственных военных отрядов участвовал в антикоролевском рокоше под предводительством воеводы краковского Николая Зебжидовского в 1606-1609 годах.
Владел имениями Дубинки в Виленском повете, Белица, Докудово, Липична и Жирмуны в Лидском повете, Жупраны, Гнездиловичи и Вольберовичи в Ошмянском повете, Индура в Гродненском повете и др.
В 1601 году Ежи Радзивилл женился на Софии Зборовской (ум. после 1618), дочери гетмана польного коронного и каштеляна гнезненского Яна Зборовского (1538—1603) и Катарины Конарской, от брака с которой не имел потомства.
После смерти бездетного Ежи Радзивилла (1613 год) его владения унаследовали двоюродные братья Януш и Криштоф Радзивиллы.